# Жорж Сорел
Жорж Сорел (на френски: Georges Eugène Sorel) е френски философ и създател на сорелианизма. Неговата идея за силата на мита в живота на хората (по-конкретно националния мит) е вдъхновила много социалисти, анархисти, марксисти и фашисти. Заедно със защитата му на насилието, това е приносът, с който Жорж Сорел е запомнен най-широко.

## Биография
Роден е на 2 ноември 1847 г. в Шербур, Франция, син на фалирал търговец на вино. През 1864 г. се премества в Париж, за да учи. Година по-късно е приет във висшето инженерно училище Екол политекник. Става главен инженер в отдела на Обществените работи, поставен на пост за кратко в Корсика, и за по-дълго в Перпинян.
През 1891 е награден с Ордена на почетния легион. Пенсионира се през 1892 и се мести в Було̀н Биянку̀р, близо до Париж, където остава до края на живота си.
Умира на 29 август 1922 г. на 74-годишна възраст.

## Философия и политика
През втората половина на 80-те години на 19 век, публикува статии в множество сфери (архитектура, физика, политическа история, философия и хидрология), излагайки влияния от Аристотел, както и от Ернест Ренан. През 1893, той публично потвърждава позицията си като марксист и социалист. Социалната и политическата му философия до голяма степен се дължи на работите на Карл Маркс, Пиер-Жозеф Прудон, Анри Бергсон и Джамбатиста Вико (на чиито лекции в Колеж дьо Франс той присъства), и по-късно на Уилям Джеймс.
Активното участие на Сорел в политическия свят е придружено с кореспонденция с Бенедето Кроче, по-късно и с Вилфредо Парето. Сорел работи по първите френски марксистки ежедневници L’Ère nouvelle и Le Devenir social, а в началото на новия век участва в ревизионистките дискусии и кризата около марксизма. Заема страната на Едуард Бернщайн срещу Карл Кауцки. Сорел подкрепя и оправдателната присъда по време на Делото „Драйфус“, макар че, като приятеля си Шарл Пеги, по-късно се чувства предаден от опортюнизма на Драйфус.
Чрез приноса си през 1905 г. към Il Divenire sociale на Енрико Лион и Mouvement socialiste на Хуберт Лагардел, той допринася към теоретичната разработка на революционния синдикализъм. През 1906 г. неговият най-известен текст Réflexions sur la violence се появява в последния му дневник. Под формата на книга се публикува две години по-късно през 1908, същата година последван от Illusions du Progrès.
Разочарован от Всеобщата конфедерация на труда, Сорел се присъединява към Френското действие на Шарл Мърес за периода 1909 – 1910 г., без да споделя нито национализма му, нито политическата програма. Това сътрудничество вдъхновява създателите на Cercle Proudhon, които обединяват революционните синдикалисти и монархистите. Сорел самият, заедно с Жан Варио, създава дневник през 1911 г., наречен L'Indépendance („Независимост“), но неразбирателства, отчасти относно национализма, скоро слагат край на проекта.
Яростен противник на Свещения съюз (Union sacrée) през 1914 г., Сорел отрича войната и през 1917 възхвалява Руската революция, което по-късно се издава в официална публикация на Съветския съюз, Soviet Bureau, в която нарича Ленин „най-великият теоретик на социализма от Маркс насам и държавник, чиято гениалност напомня тази на Петър Велики.“
Пише многобройни къси статии за италиански вестници, в които защитава болшевиките. По-малко от година по-късно през март 1921 г., Сорел насочва възхвалата си към възкачващия се фашист в Италия, пишейки, че „Мусолини е човек не по-малко изключителен от Ленин. Той също е политически гений от по-високо равнище от повечето държавници в днешно време, като единственото изключение е Ленин…“ Необяснимо, Сорел намира за нужно да обсипва с възхвала и руския болшевик, и италианския фашистки лидер почти едновременно.
Сорел е изключително враждебен към Габриеле д'Анунцио – поетът, който се опита да възвърне Риека за Италия, но не показва съчувствие относно възхода на фашизма в Италия, макар после Жан Вирио да твърди, че е възложил надеждите си на Бенито Мусолини. След войната, Сорел публикува колекция от писания, озаглавена Matériaux d’une Théorie du Prolétariat. Преди смъртта си в Булон Биянкур, Сорел има противоречиво отношение и към фашизма, и към болшевизма.
Макар писанията му да докосват много теми, работата на Сорел най-добре се характеризира с оригиналната му интерпретация на марксизма, която е дълбоко анти-детерминистична, политически анти-елитарна и основана на прякото действие на съюзите, на мобилизиращата функция на мита – особено тази на общите стачки – и на разрушителната и регенеративната роля на насилието. Спорно е дали Сорел е повече ляв или десен мислител. Италианските фашисти го възхваляват като праотец, но диктаторското правителство, установено от тях, не съответства с вярванията му. В същото време той е и важно мерило за първите италиански комунисти, за които Сорел е теоретик на пролетариата. Вариращи тълкувания като тези произлизат от теорията, че моралното възраждане на държавата трябва да се осъществи, за да я спаси от упадък, но дали това възраждане трябва да се осъществи чрез средните и висшите класи или чрез пролетариата остава под въпрос.

## Политически творби
Сорел започва да пише като маргинален марксист, критичен аналитик на икономиката и философията на Маркс, и коментатор, неосланящ се на набожността. По-късно присъединил се към ревизионизма, се превръща за много години в „метафизика на синдикализма“, както Жан Жорес го описва, флиртува пламенно с роялистките кръгове, а после се връща към посвещението си към пролетариата. Когато болшевиките идват на власт, той отдава чест на Владимир Ленин като лидерът, който е сбъднал синдикалистичния му мит.
Движението на синдикализма или на войнствените профсъюзи, което нахлува във Франция около 1900, вдъхновява Сорел да напише Réflexions sur la violence.
Размириците, предизвикани от стачките, са упреквани дори от социалистите в правителството, които предпочитат преговори, разбирателство и примирие. За да оправдае военността и за да даде на синдикализма идеология, Сорел публикува редица статии, които се превръщат в книга по-късно. Определено е единствената успешна книга на Сорел от около дузината му публикувани, която затвърждава паметта му като „водещата фигура сред френските синдикалисти.“ Книгата е публикувана на италиански, испански, немски, японски и английски.
За Сорел общата стачка на синдикалистите, катастрофалната революция на марксистите, легендите на Френската революция и възпоменанието от Юнското въстание са все митове, които задвижват индивида, независимо от историческата реалност. Както Мусолини – един от последователите на Сорел, казва: Хората не поместват планини; нужно е просто да се създаде илюзията, че планините се поместват. Социалните митове, казва Сорел, не са описания на неща, а „изрази на решеност да се действа.“ Митовете обхващат най-силните наклонности на хората, на партията, или на класа, а общата стачка е „митът, в който Социализмът е изцяло обхванат.“ За Сорел общата стачка е катастрофална социалистическа концепция, есенцията на борбата на класите, и единственият истински марксистки начин да се предизвика революцията. Никъде Сорел не одобрява безразборно, брутално насилие; само насилието, „просветено от идеята за общата стачка“, е безусловно оправдано. Единствено насилието в марксистката война на класите, както Сорел го изразява, е героично и чисто и в служба на „вечния интерес на цивилизацията“. Сорел не оправдава насилието с философски аргумент, а използва дълги отклонения към историята и текущите събития, за да изкаже теорията, че етичните кодове са относителни за времето и мястото си. Постоянен в позицията си, той би описал Декларацията за правата на човека и гражданина като „просто бледа колекция от абстрактни и объркани формули без никакви практически опори.“

## Анти-семитизъм
Шломо Занд и Зеев Щернхел се съгласяват, че Сорел е антисемит. Щернхел пише в Neither Right nor Left: Fascist Ideology in France, че антисемитизмът е основата на революционния синдикализъм на Сорел. Занд казва, че Сорел може да се брои като антисемит, тъй като това е доказано чрез писанията му и публичните декларации.

## Анти-капитализъм
В най-известната си творба Reflections on Violence (1908), Сорел предупреждава за политическия насока на развитие, в която консерваторите и парламентарните социалисти е възможно да станат съюзници в борбата си срещу капитализма. Виждането на Сорел е, че консерваторите и парламентарните социалисти имат общи цели, и двете групи представяйки си нацията като централно управлявана, цялостна мерна единица. Освен това, парламентарният социализъм от левицата иска икономически национализъм, и високи тарифни бариери, за да предпазят вътрешните си капиталисти, и това се съчетава добре с културния национализъм на консерваторите.
Сорел предупреждава за създаването на корпоративизъм, където движенията на работниците и наемащите организации биха се слели, следователно убивайки съпротивата на класите; тъй като той усеща, че парламентарната демокрация се движи в такава посока, Сорел казва, че работниците трябва да стоят далеч от социалистически партии, и да използват стачки и насилие като основните си оръжия срещу средните и горните класи в парламента. По този начин, работниците не само ще се борят по-силно за своя дял от стойността, произведена от капитализма, но и ще избегнат полуфеодалната, корпоративна дистопия и олигархия, към която се стремят социалистите и консерваторите.